# Natalija Hryhorjewa
Natalija Mykołaiwna Hryhorjewa (ukr. Наталія Миколаївна Григор'єва; z domu Dorofejewa [Дорофеєва], ur. 3 grudnia 1962 w Iszymbaju) – ukraińska lekkoatletka specjalizująca się w krótkich biegach płotkarskich, dwukrotna uczestniczka letnich igrzysk olimpijskich (Seul 1988, Atlanta 1996). W czasie swojej kariery reprezentowała również Związek Socjalistycznych Republik Radzieckich oraz Wspólnotę Niepodległych Państw.
W 1992 została zdyskwalifikowana za stosowanie niedozwolonych środków dopingujących.

## Sukcesy sportowe
- dwukrotna mistrzyni ZSRR w biegu na 100 metrów przez płotki – 1988, 1990[2]
- halowa mistrzyni ZSRR w biegu na 60 metrów przez płotki – 1987[3]

| Rok  | Miasto    | Zawody               | Konkurencja       | Wynik         |
| ---- | --------- | -------------------- | ----------------- | ------------- |
| 1986 | Stuttgart | Mistrzostwa Europy   | bieg na 100 m ppł | 7. miejsce    |
| 1988 | Seul      | Igrzyska olimpijskie | bieg na 100 m ppł | 4. miejsce    |
| 1990 | Seattle   | Igrzyska Dobrej Woli | bieg na 100 m ppł | złoty medal   |
| 1991 | Tokio     | Mistrzostwa świata   | bieg na 100 m ppł | brązowy medal |

## Rekordy życiowe
- bieg na 60 metrów przez płotki (hala) – 7,85 – Czelabińsk 04/02/1990 (rekord Ukrainy)
- bieg na 100 metrów przez płotki – 12,39 – Kijów 11/07/1991 (rekord Ukrainy)